# Bertry
Bertry és un municipi francès, situat a la regió dels Alts de França, al departament del Nord. L'any 2006 tenia 2.225 habitants. Limita al nord amb Caudry, al nord-est amb Troisvilles, a l'est amb Reumont, al sud-est amb Maurois, al sud amb Maretz, al sud-oest amb Clary i a l'oest amb Montigny-en-Cambrésis.

## Demografia
| 1962                                       | 1968  | 1975  | 1982  | 1990  | 1999  | 2006  |
| ------------------------------------------ | ----- | ----- | ----- | ----- | ----- | ----- |
| 2.395                                      | 2.526 | 2.295 | 2.089 | 2.119 | 2.257 | 2.225 |
| Des de 1962: població sense dobles comptes |       |       |       |       |       |       |

## Administració
| Període | Identitat       | Partit |
| ------- | --------------- | ------ |
| 2001-   | Jacques Olivier |        |